# Armageddon-Partie
Eine Armageddon-Partie ist eine spezielle Form einer Schachpartie, die in Zweikämpfen als Tie-Break eingesetzt werden kann, wenn zuvor gespielte Partien keine Entscheidung bringen konnten. Anders als bei einer normalen Partie ist ein Remis ausgeschlossen. Der Name lehnt sich an den biblischen Begriff Harmagedon an, der in der Offenbarung des Johannes für die endzeitliche Entscheidungsschlacht steht.

## Austragungsmodus
Einer der beiden Spieler erhält die weißen Steine und damit das Anzugsrecht, außerdem bekommt er die längere Bedenkzeit. Aber dafür wird eine unentschiedene Partie als Sieg für Schwarz gewertet. Weiß kann eine Niederlage also nur dadurch vermeiden, dass er ein Matt erzwingt oder den Gegner zur Aufgabe treibt. Da die Partie nur mit einem Sieg von Weiß oder Schwarz enden kann, entscheidet sie den Zweikampf.
Für die Zuteilung der Farben in der Armageddon-Partie gibt es unterschiedliche Möglichkeiten. Häufig wird durch das Los ein Spieler bestimmt, der wählen kann, ob er mit Schwarz oder Weiß spielt.

## Anwendungsbeispiele
Bei der Schachweltmeisterschaft, die traditionell als Zweikampf ausgetragen wird, galt früher die Regel, dass im Falle eines Gleichstandes der amtierende Weltmeister seinen Titel behalten durfte. Mit der Schachweltmeisterschaft 2008 wurde dieses Recht jedoch abgeschafft. Seither folgt bei Gleichstand nach den ursprünglich angesetzten Wettkampfpartien mit klassischer Bedenkzeit ein Tie-Break mit verkürzter Bedenkzeit. Falls auch dieser unentschieden enden sollte, würde eine Armageddon-Partie die Entscheidung bringen. Diese Regelung musste bis heute (Stand: 2024) jedoch noch nie angewendet werden.
Beim Schach-Weltpokal, der im K.-o.-System ausgetragen wird, kommt ebenfalls die Armageddon-Partie als Tie-Break zur Anwendung, um zu entscheiden, wer in die nächste Runde kommt.
Bei dem Schachturnier Norway Chess 2019 wurden Armageddon-Partien auch in einem Rundenturnier angewendet. Jeder Sieg in der Langpartie wurde mit 2 Punkten (statt wie üblich mit einem Punkt) bewertet, jedes Remis mit einem halben Punkt. Auf Remis-Partien folgte unmittelbar eine Armageddon-Partie, deren Sieger mit einem zusätzlichen Punkt belohnt wurde. Der Veranstalter erhoffte sich dadurch eine Verringerung der Remis-Quote und eine Steigerung der Dramatik. Zumindest das erste Ziel wurde nicht erreicht. 33 der 45 Langpartien endeten Remis (73 %). Dies ist die höchste Remis-Quote, die jemals bei Norway Chess erreicht wurde.
Beim Grand Final der Magnus Carlsen Chess Tour 2020 wurde der Turniersieg bei Gleichstand nach den Rapid- und Blitzpartien im entscheidenden siebten Satz des Finales zwischen Hikaru Nakamura und Magnus Carlsen im Armageddon entschieden, wo Carlsen mit den schwarzen Steinen Remis halten konnte.
Bei den Online-Schacholympiaden seit 2020 wird in der abschließenden K.-o.-Phase eine Armageddon-Partie notwendig, wenn der Mannschaftskampf nach Hin- und Rückspiel unentschieden steht. Dabei wird per Los eine Kategorie (Männer, Frauen, männliche Jugend, weibliche Jugend) bestimmt und von dem jeweiligen Mannschaftskapitän ein Spieler oder eine Spielerin dieser Kategorie für die Entscheidungspartie benannt.
Im Schach960 kam es bei den Weltmeisterschaften 2022 zu einem Gleichstand im Finale. Hikaru Nakamura und Ian Nepomnjaschtschi trennten sich in der Best-of-4-Series mit 2,0:2,0. Dadurch wurde eine Armageddon-Partie notwendig, die Nakamura mit einem Sieg mit den weißen Steinen für sich entscheiden und somit den Weltmeistertitel erringen konnte.